# Huset Grimaldi
Huset Grimaldi stammer fra byen Genova i Italien og er den nuværende regerende fyrsteslægt i Monaco. Slægten er grundlagt af Grimaldo Canella fra Genova.
I 1731 uddøde slægtens mandlige linje, hvorfor den indgiftede familie Goyon-Matignon overtog navn og titel.